# Метасеквойя
Метасекво́йя (лат. Metasequoia) — род хвойных деревьев семейства Кипарисовые (Cupressaceae). С позднего мелового периода по миоцен-плиоцен это дерево было одним из основных доминантов в лесах на огромных территориях Северного полушария (включая Северную Америку, большую часть Сибири, Восточную Европу, Кавказ и Гренландию).
Сохранился единственный реликтовый вид рода — Metasequoia glyptostroboides Hu & W.C.Cheng — Метасеквойя глиптостробо(в)идная из Центрального Китая. Вид находится на грани вымирания и занесён в Международную Красную книгу. В публикациях XX века вид и род относили к устаревшему семейству Таксодиевые (Taxodiaceae).
Метасеквойя интересна тем, что была сначала обнаружена в ископаемом состоянии (в виде окаменевших остатков на острове Хоккайдо) и считалась вымершей, и только в 1941 году были найдены живые деревья, чудом сохранившиеся в горах Китая (около 800 взрослых деревьев в провинции Хубэй).

## Описание

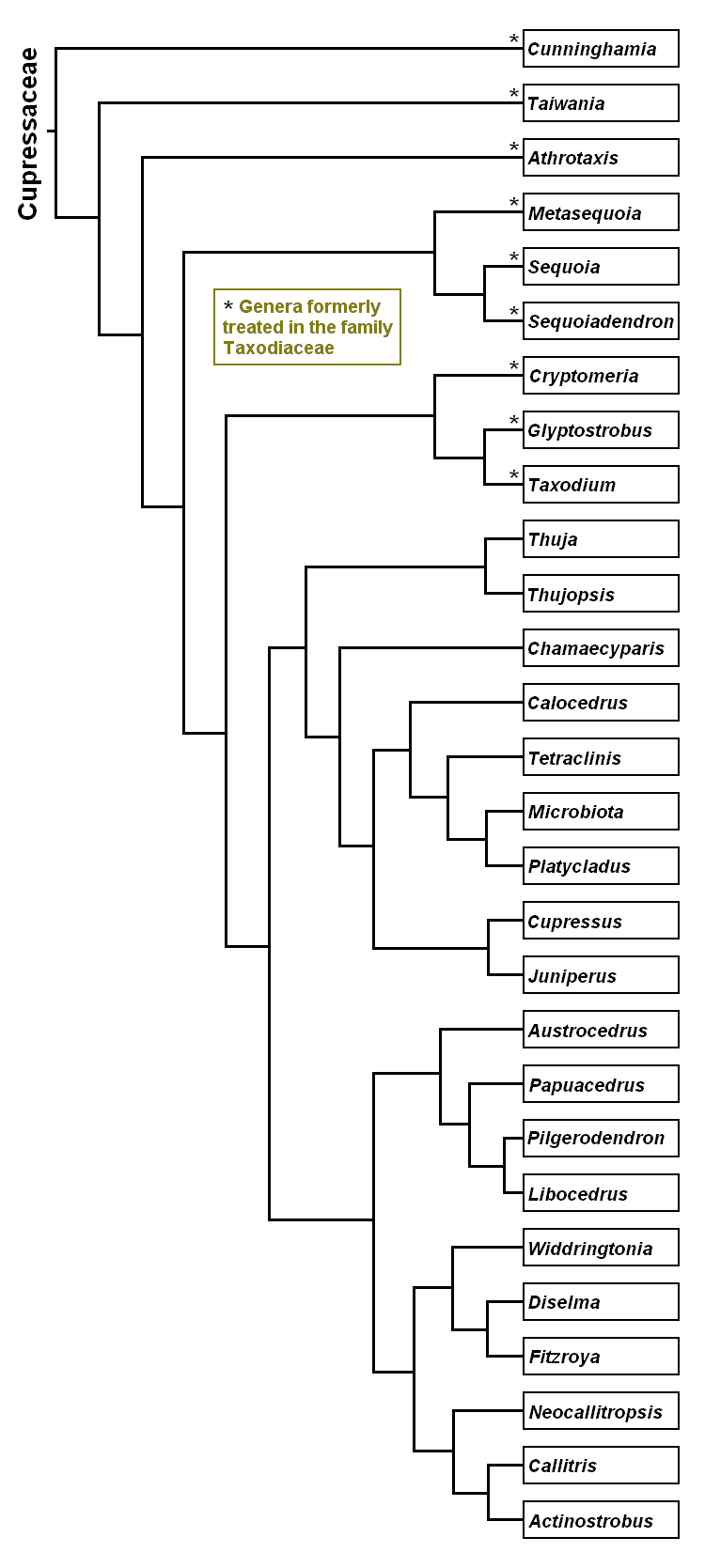
Таксономия

Дерево до 35 метров высотой, с диаметром ствола до 2 метров. Крона коническая у молодых деревьев, с возрастом становится округлой. Кора красновато-коричневая у молодых деревьев, но со временем становится более тёмной, серой и потрескавшейся. Листья двухрядные, линейные, на зиму опадают, иногда опадают даже побеги. Однодомное растение. Шишки почти шаровидные, до 2 см в диаметре, на длинных ножках. В 20 лет достигает 20 м высотой и до 1,5 м в обхвате ствола. Шишки появляются на 6-9 году и дают всхожие семена. Продолжительность жизни составляет около 600 лет.

## Распространение
В начале 1940-х годов, когда учёным стало известно об обнаружении в одной из горных долин провинции Хубэй живой метасеквойи, начиналась активная распашка долины под рисовые поля, которая неминуемо привела бы к утрате оставшихся деревьев. Позднее небольшие группы деревьев были выявлены также в китайских провинциях Сычуань и Хунань (округ Луншань).
Исследователями долины выявлено около 3000 срубленных местными жителями стволов метасеквойи шириной от 2 до 8 метров у основания. Дома из дерева метасеквойи возрастом 200—300 лет всё еще существуют и, вероятно, датируются первоначальным заселением долины. 
Метасеквойя широко выращивается как садово-парковая культура: в США, Канаде, странах Евросоюза, на Украине, в Крыму, Средней Азии, на Кавказе и т. д. Сравнительная морозостойкость метасеквойи (до −35 °С) позволяет выращивать её и в более северных регионах — вплоть до широты Москвы и Санкт-Петербурга. Описано несколько садовых форм.
Самые крупные экземпляры метасеквойи сегодня произрастают не на родине растения — в Китае, а в американском штате Пенсильвания. При этом они являются достаточно молодыми и, значит, располагают потенциалом к дальнейшему росту.

## Генетика
В 2012 году российские и канадские учёные заявили об успешном проведении генетического анализа древних останков метасеквойи, возрастом около 50—55 млн лет, найденных на острове Аксель-Хейберг на севере Канадского арктического архипелага (это на два порядка превышает возраст старейшей изученной древней ДНК). По их мнению, опубликованному рядом СМИ в России, цепочка ДНК древних останков метасеквойи лишь незначительно отличалась от современного вида; также ими не были обнаружены мутации, которые должны были произойти за 50 млн лет (согласно гипотезе «молекулярных часов»). 
По состоянию на конец 2013 года статья об открытии не была опубликована в научных журналах. По предположению М.Гельфанда, основанному на письме сотрудника его лаборатории, анализу, вероятно, подвергалась пыльца какого-то современного хвойного вида, загрязнившая образец. 

## Классификация
Род Метасеквойя относится к подсемейству Секвойевые семейства Кипарисовые (Cupressaceae), в которое также входят Секвойя (Sequoia Endl.) и Секвойядендрон (Sequoiadendron J.Buchholz). В отличие от этих двух видов, Метасеквойя не является вечнозелёным деревом — на зиму она сбрасывает хвою, подобно лиственнице и таксодиуму.
Некоторые ископаемые виды:
- †Metasequoia foxii
- †Metasequoia milleri
- †Metasequoia occidentalis

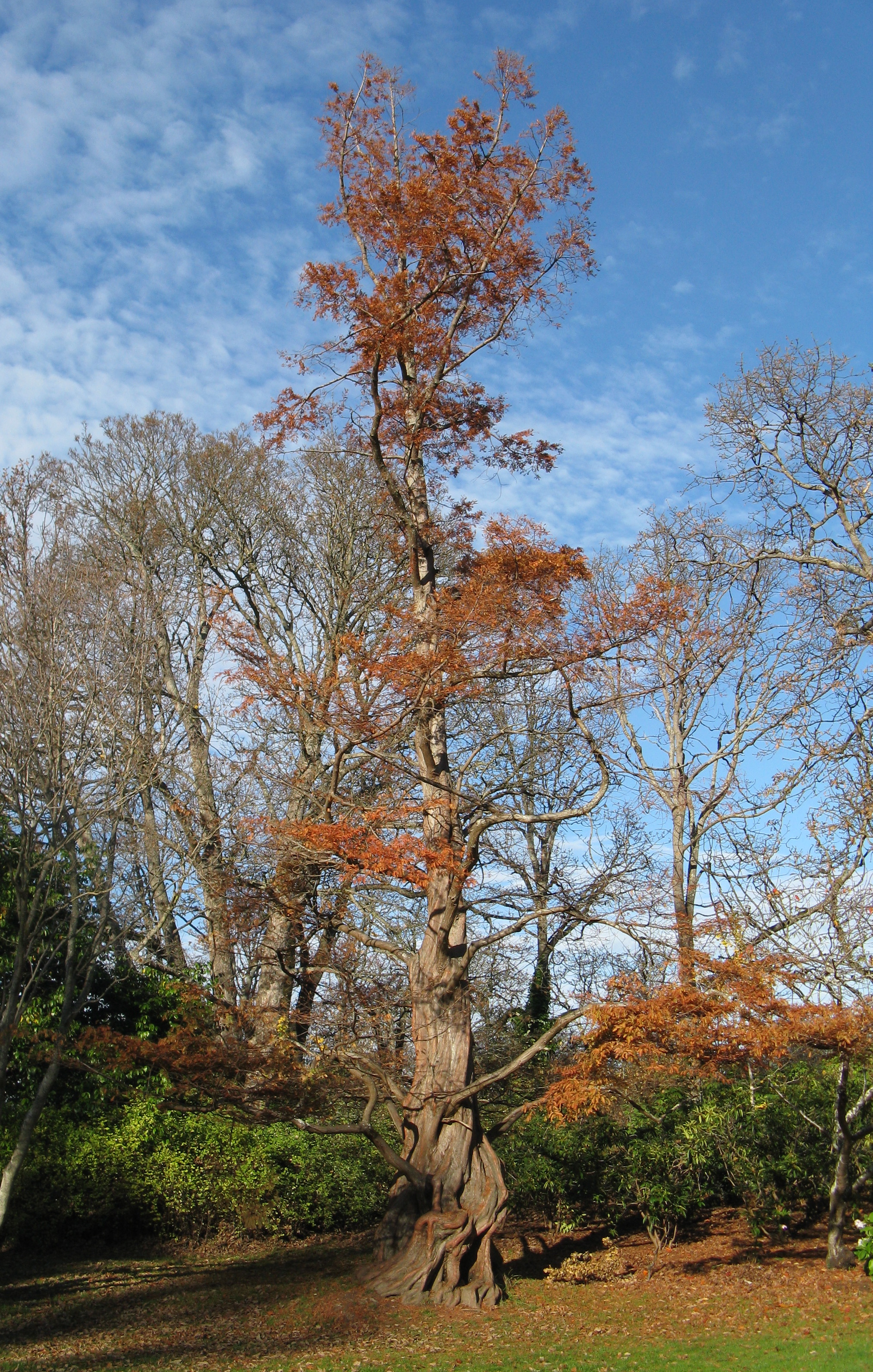
Метасеквойя осенью (г. Виктория, Британская Колумбия, Канада)
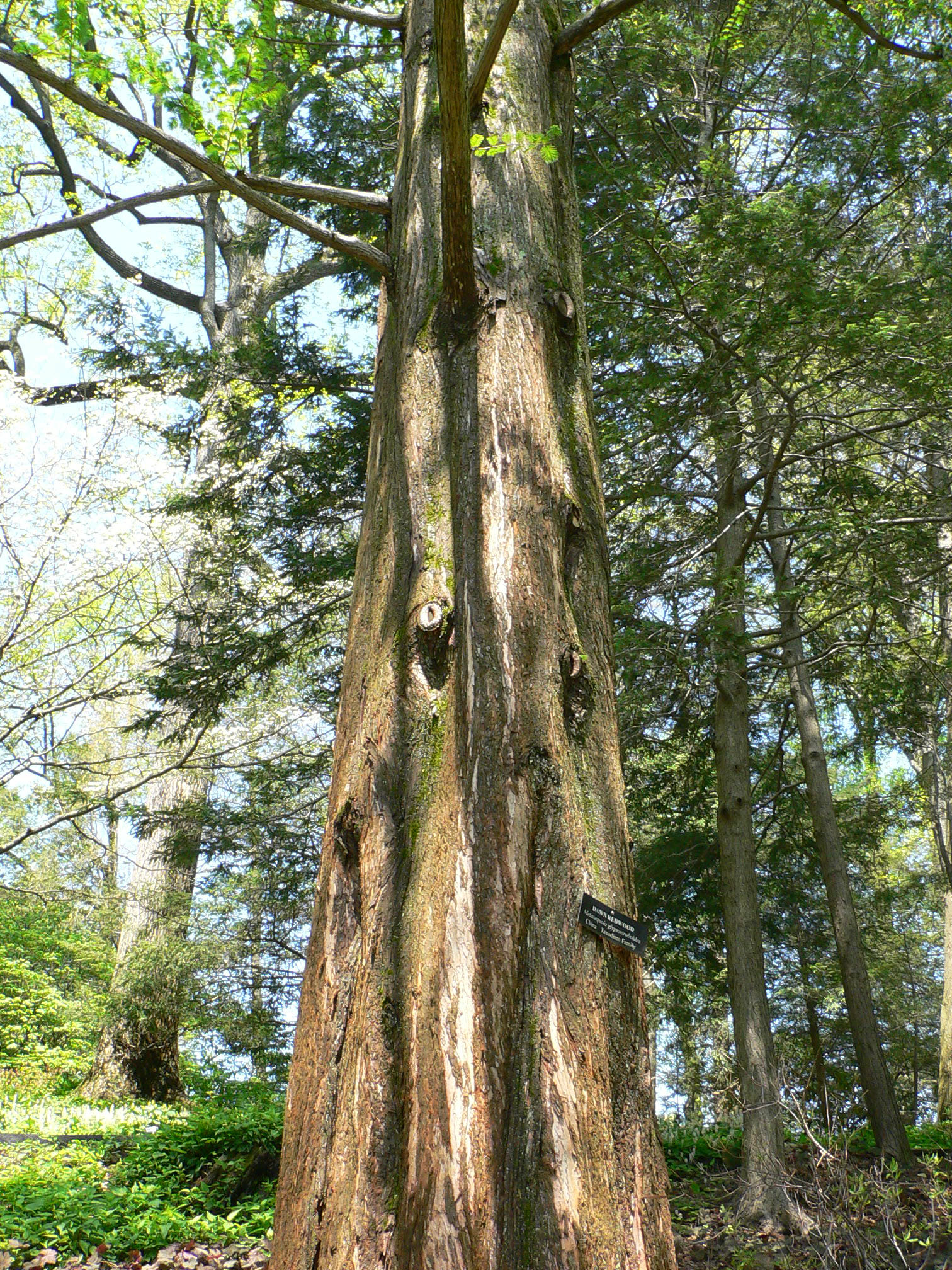
Ствол взрослого дерева
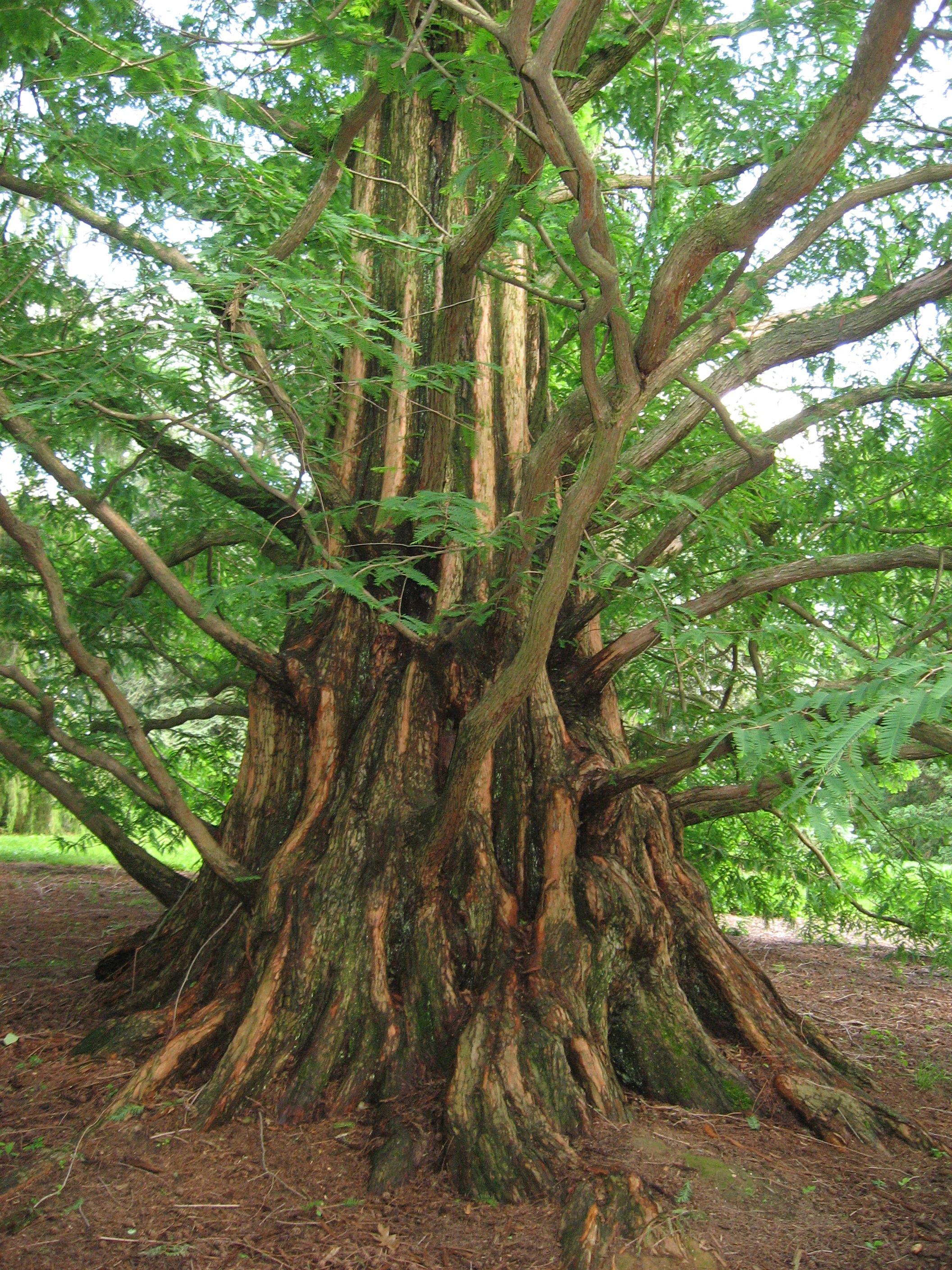
Основание ствола взрослого дерева
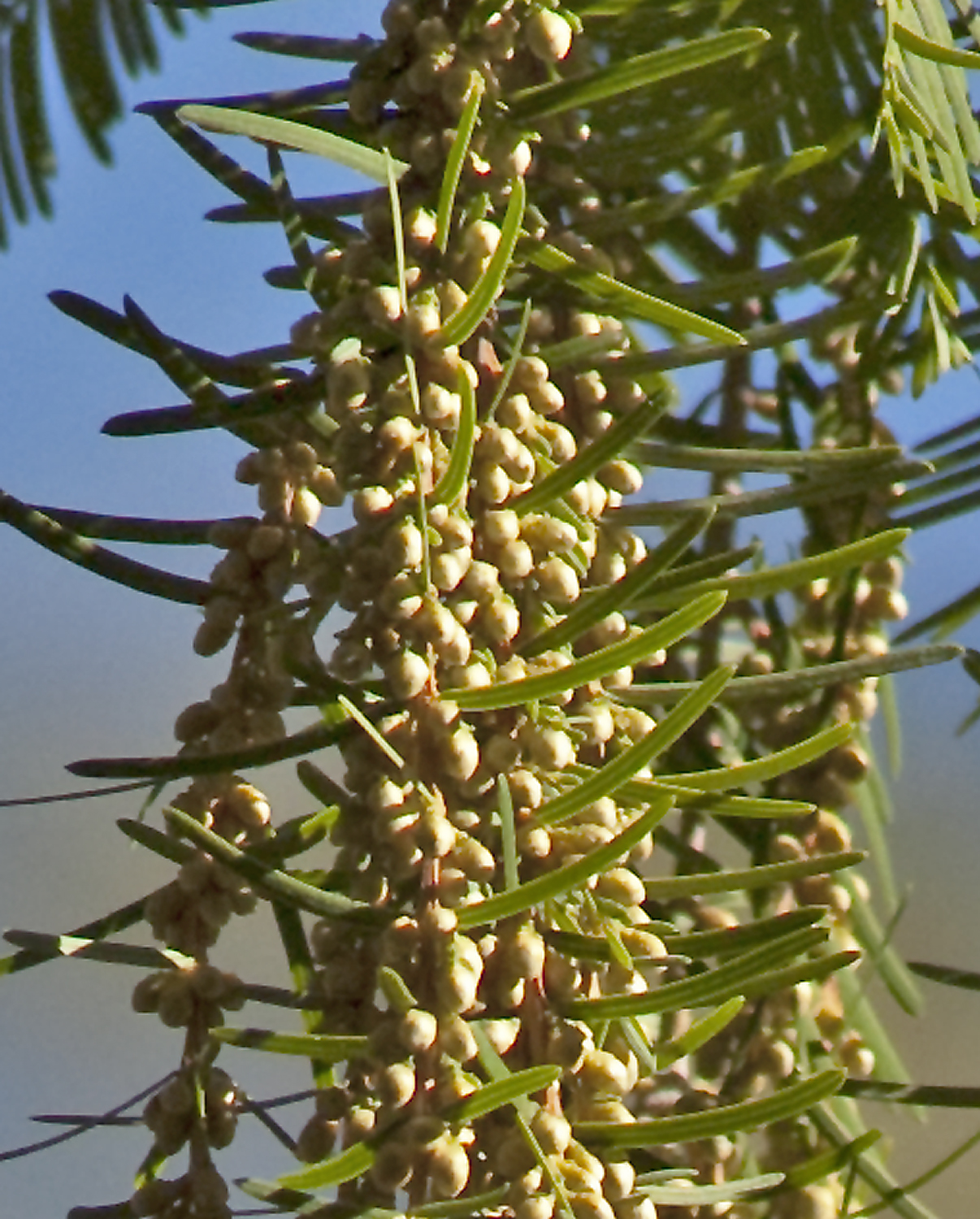
Мужские шишки
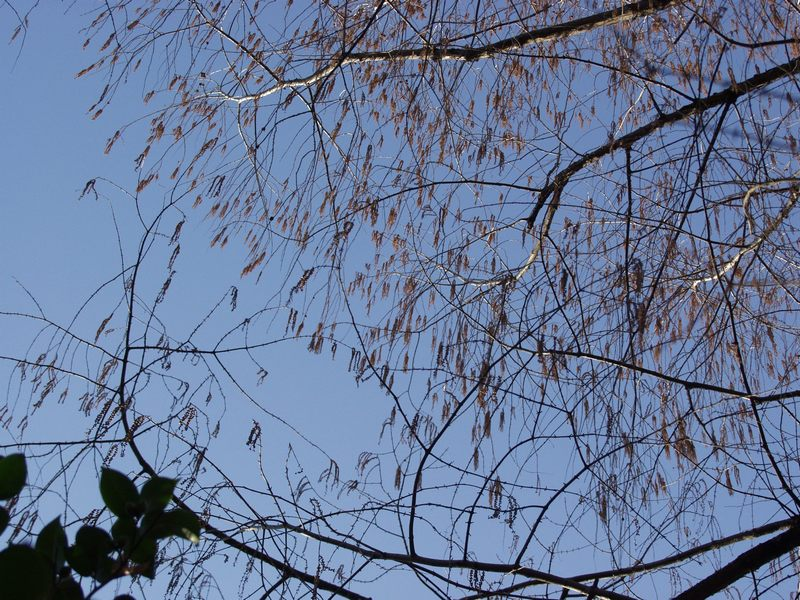
Мужские стробилы метасеквойи в Сухумском ботаническом саду
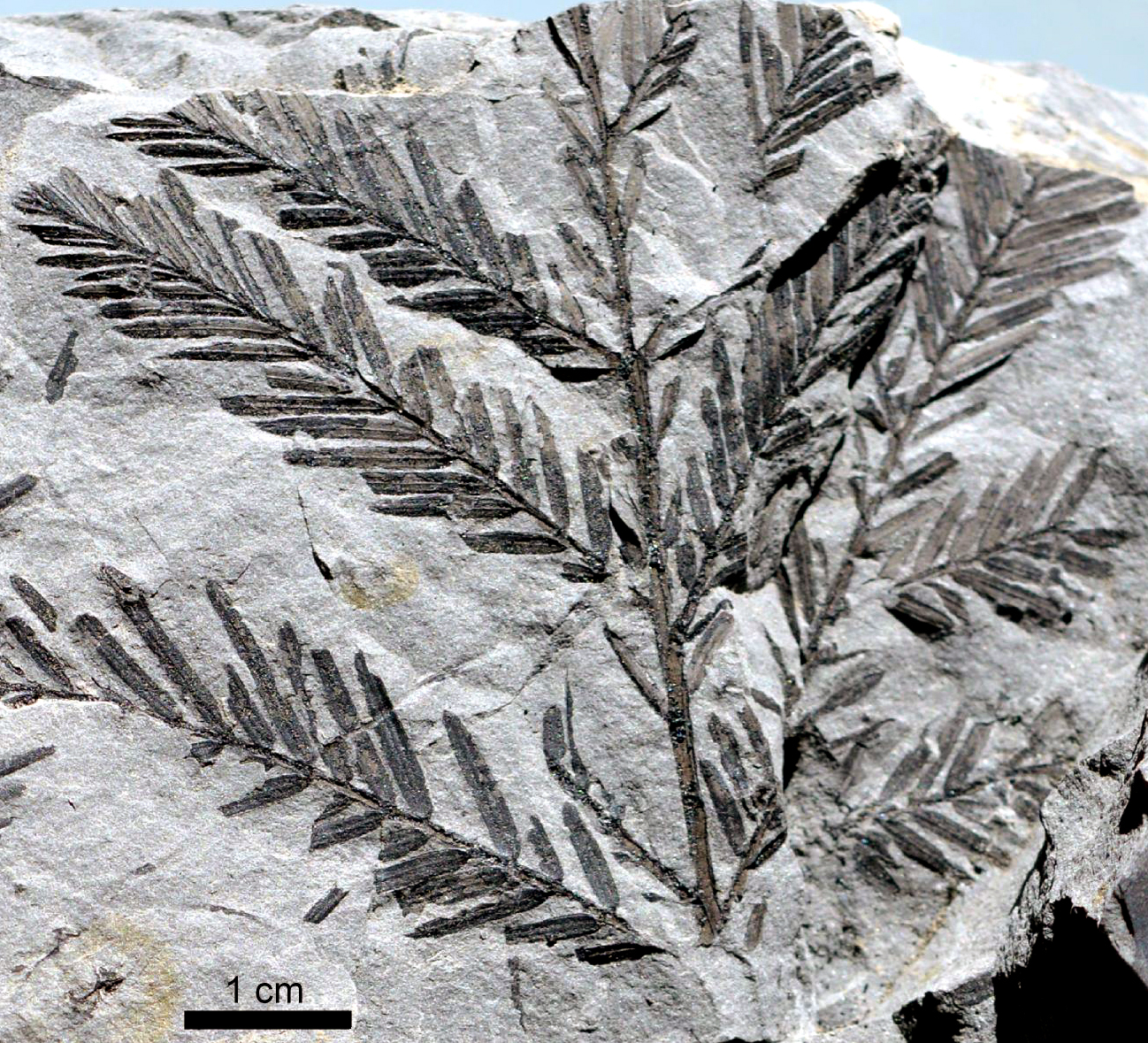
Окаменевший отпечаток Metasequoia occidentalis эпохи раннего Плиоцена, Центральная Альберта, Канада
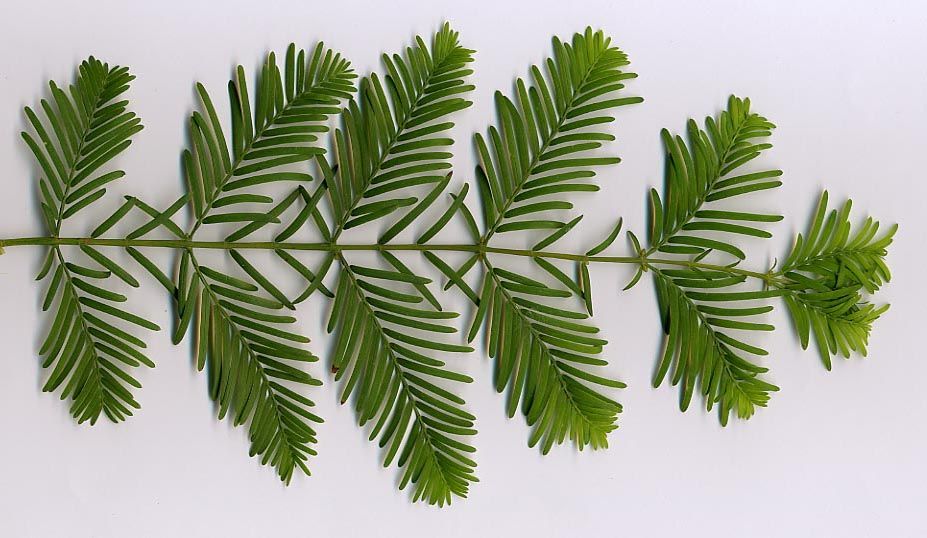
Листья